# Karl Frenzel (écrivain)
Ne doit pas être confondu avec Karl Frenzel.
Pour les articles homonymes, voir Frenzel.
Karl Wilhelm Theodor Frenzel (né le 6 décembre 1827 à Berlin et mort le 10 juin 1914 dans la même ville,) est un romancier, essayiste et critique de théâtre prussien.

## Biographie
Frenzel, fils d'aubergiste, étudie la philologie, la philosophie et l'histoire depuis 1849, termine ses études par un doctorat en 1853 et travaille d'abord à temps plein comme professeur au lycée de Dorotheenstadt. Parallèlement, Frenzel publie dans divers revues; Avant 1850 déjà, il a publié des poèmes sous le pseudonyme de Carl Frey dans le Berliner Figaro et en 1848 il participe à Freischärler de Louise Aston. En 1853, il se tourne vers son modèle Karl Gutzkow, qu'il admire beaucoup en tant qu'écrivain polyvalent et critique de premier ordre, et devient l'un des contributeurs les plus importants aux Unterhaltungen am häuslichen Herd de Gutzkow. En 1863, il reprend la direction de cette revue et publie également le dernier volume en 1864. En 1861, il rejoint la rédaction du National-Zeitung libéral de Berlin, où il est chef de la section des reportages et critique de théâtre jusqu'en 1908. Aux côtés de Theodor Fontane, devenu critique de théâtre de la Vossische Zeitung en 1870, Frenzel est considéré par ses contemporains comme l'un des principaux critiques de théâtre de Berlin. Sa position influente resté longtemps incontestée et ne s'affaiblit que lorsque le naturalisme émerge avec Gerhart Hauptmann et d'autres, que Frenzel, contrairement à Fontane, condamne et combat. Ses critiques de scène sont rassemblées et publiées sous le titre : Berliner Dramaturgie.
En 1897, à l'occasion du 70e anniversaire de Frenzel, l'État prussien lui décerne le titre de professeur. Frenzel meurt le 10 juin 1914 dans son appartement berlinois de la Dessauer Straße 19 et est enterré au cimetière des Invalides de Berlin, dans la Scharnhorststraße (de). La sépulture n'existe plus.

## Création artistique
Dès 1857, Frenzel fait imprimer un drame (Attila, uniquement imprimé sous forme de manuscrit), mais ne se lance pas dans la carrière de poète de théâtre pour de bonnes raisons. Il entame sa carrière littéraire indépendante en 1859 avec un recueil d'essais historiques sur les poètes et les femmes, bientôt suivi d'autres recueils d'essais et de critiques, de romans et de nouvelles. Frenzel se tourne d'abord vers le genre du roman historique et écrit une série d'œuvres narratives dont l'intrigue se situe de préférence au XVIIIe siècle, à l'époque des Lumières et de l'éducation française qui prévalait alors. Plus tard, Frenzel écrit également des romans de l'époque contemporaine, dans lesquels l'action se déroule principalement à Berlin, la capitale du Reich en pleine expansion. Pendant un certain temps (1866-67), Frenzel est également co-éditeur du Deutschen Museums, fondé par Robert Eduard Prutz. En 1874, il joue un rôle décisif dans la fondation de Deutsche Rundschau de son ami Julius Rodenberg. De nombreux romans et nouvelles sont publiés à l'avance dans cette revue mensuelle et il est également pendant de nombreuses années conférencier sur la scène berlinoise. D'autres activités jouent également un rôle important dans la vie littéraire berlinoise du dernier tiers du XIXe siècle : il est notamment cofondateur de l'association "Presse de Berlin", membre important de la branche berlinoise de la fondation allemande Schiller (de) et orateur recherché pour divers événements culturels. Lors de l'enterrement de Theodor Fontane en 1898, il prononce l'éloge funèbre.

## Œuvres (sélection)
- Dichter und Frauen. Studien. (Hanovre, 1859–66, 3 Vol.)
- Melusine. Roman. (Breslau, 1860)
- Vanitas. Ein Roman in 6 Büchern. (Breslau, 1861, 3 Vol.)
- Die drei Grazien. Ein Roman in 3 Büchern. (Breslau, 1862)
- Büsten und Bilder. Studien. (Hanovre, 1864)
- Papst Ganganelli. Ein Historischer Roman in 5 Büchern. (Berlin, 1864, 3 Vol.)
- Watteau. Ein Roman (Hanovre, 1864, 2 Vol.)
- Charlotte Corday. Historischer Roman. (Hanovre, 1864)
- Auf heimischer Erde. Neue Novellen (Berlin, 1866)
- Deutsche Fahrten (Berlin, 1868)
- Freier Boden. Historischer Roman in 3 Büchern. (Hanovre, 1868, 3 Vol.)
- Neue Studien (Berlin, 1868)
- Im goldenen Zeitalter. Roman. (Berlin, 1870, 4 Vol.)
- La Pucelle. Roman. (Hanovre, 1871, 3 Bde.)
- Geheimnisse. Novellen. (Leipzig, 1872, 2 Bde.)
- Lucifer. Ein Roman aus der Napoleonischen Zeit (Leipzig, 1873, 5 Vol.)
- Deutsche Kämpfe (Hanovre, 1874)
- Sylvia. Roman. (Leipzig, 1875, 4 Vol.)
- Lebensrätsel, Novellen (Leipzig, 1875, 2 Vol.)
- Renaissance und Rococo. Studien. (Berlin, 1876)
- Berliner Dramaturgie (Hanovre, 1877, 2 Vol.)
- Frau Venus. Roman. (Berlin, 1880, 2 Vol.),
- Die Geschwister. Roman in vier Büchern. (Berlin, 1881, 4 Vol.)
- Das Abenteuer. Erzählung. (Leipzig, 1882)
- Chambord. Novelle. (Berlin, 1883)
- Zwei Novellen  (Leipzig, 1884)
- Der Hausfreund  (Leipzig, 1884)
- Nach der ersten Liebe (Berlin, 1884, 2 Vol.)
- Geld. Novelle. (Berlin, 1885)
- Des Lebens Ueberdruß. Eine Berliner Geschichte (Minden, 1886). Digitalisat Zentral- und Landesbibliothek Berlin
- Dunst. Roman. Deutsche Verlagsanstalt, Stuttgart et Leipzig, 1887.
- Schönheit. Novelle. (Berlin, 1887)
- Erinnerungen und Strömungen (Leipzig, 1887)
- Wahrheit. Novelle. (Berlin, 1890)
- Gesammelte Werke (Leipzig, 1890–92, 6 Vol.)
- Die Berliner Märztage und andere Erinnerungen (Leipzig, 1912)